# Mastigona transsylvanica
Mastigona transsylvanica är en mångfotingart som först beskrevs av Karl Wilhelm Verhoeff 1897.  Mastigona transsylvanica ingår i släktet Mastigona och familjen Mastigophorophyllidae. Inga underarter finns listade i Catalogue of Life.